# Movimiento grunge
El movimiento grunge o cultura grunge es una subcultura juvenil de principios de los 90. El grunge apareció como género musical a finales de los 80 y consolidó su escena musical generando una subcultura propia, y tras el impulso mediático que sufrió a lo largo de los 90 le han acompañado corrientes artísticas, literarias, ideológicas y políticas, y formas de intercambio y relaciones sociales derivadas de ellas, consolidándolo como ente cultural. Esta (forma de vida) fue copiada de los ermitaños en el aspecto de dejar de lado el cuerpo físico para dedicarse a lo que ellos creen que puede suponer un mensaje para la humanidad, en este caso expresándolo en forma de música como sus creadores: las primeras formaciones de Nirvana y Pearl Jam entre otros.
La postura anticomercial y contracultural, y la poca importancia que los grupos de grunge daban a su imagen, contrastó con otros movimientos, subculturas o culturas anteriores derivados de subgéneros la música rock, y varios músicos de esta corriente se caracterizaron por su vehemente rechazo al efectismo y la artificialidad. Al movimiento grunge se le relacionó frecuentemente en Estados Unidos con la llamada Generación X, ya que ambas surgieron casi de forma paralela y con muchos puntos en común.

## Influencias y evolución
El grunge tuvo fuertes influencias de la cultura del noroeste de Estados Unidos y de la cultura juvenil local. La influencia de esa zona también se puede notar en el hecho de que la vestimenta asociada al movimiento grunge surgió de la mezcla de la estética punk con la ropa típica de la helada región, como las camisas de franela o de «leñador». Buzz Osborne, del grupo The Melvins, describió la forma de vestir como «un intento de que se vieran las cosas ridículas que otras bandas pueden hacer y que pueden permanecer haciendo».
Otro factor que impulsó la popularidad del grunge se dio gracias a la película Singles, dirigida por Cameron Crowe y rodada a principios de 1991. La trama de Singles gira precisamente alrededor de la escena musical de Seattle y en ella se puede ver a varios de los grupos del movimiento, como Nirvana, Soundgarden, Pearl Jam o Alice in Chains, actuando en pequeñas partes. La película no fue lanzada después de ser terminada ya que la compañía Warner Bros no sabía qué hacer con ella. Al comenzar a darse el fenómeno comercial del grunge, la película fue publicada en septiembre de 1992.
La industria de la moda comercializó una moda grunge a las masas, aumentando los precios de utensilios como gorros de esquí. Los críticos aseguraron que dicha publicidad estaba copiando elementos del grunge y convirtiéndola en una moda. La revista Entertainment Weekly comentó en un artículo de 1993 que "no se había dado esa clase de explotación de una subcultura desde que los medios descubrieron a los hippies en los 60's". El diario The New York Times comparó el "en-grunge-amiento de América" con la comercialización masiva que tuvieron el punk rock, la música disco y el hip hop en años anteriores. Irónicamente, el New York Times fue engañado para que publicara una lista falsa de términos que se suponían de la jerga propia usada en la escena grunge, el cual sería llamado después como el "engaño del lenguaje grunge". Esta moda y farsa que hicieron del grunge sería descrita en el documental de 1996 Hype!.

Para 1993 muchos artistas del movimiento grunge empezaron a sentirse incómodos con el gran éxito y la atención puesta en ellos que eso conllevaba. Kurt Donald Cobain, en una entrevista con Michael Azerrad, declaró: "Ser famoso es la última cosa que quise ser"; sin embargo, Duff McKagan declaró años después, que Kurt Cobain no quería entrar en rehabilitación por miedo a perder popularidad, por lo que siempre estaba esa contradicción. Pearl Jam también comenzó a sentir el peso del éxito, en especial Eddie Vedder, en quien recayó la mayor parte de la atención.
Muchos de los grandes grupos del grunge se separaron a mediados de los 90. Kurt Cobain comenzó a tener graves problemas con su adicción a las drogas, y a principios de 1994 entró en una clínica de rehabilitación, pero desapareció durante más de dos semanas hasta ser encontrado el 8 de abril muerto en su casa, lo que dio fin a la carrera de Nirvana. Ese mismo año Pearl Jam canceló su gira de verano en protesta contra la empresa Ticketmaster, que había encarecido las entradas de sus directos. Así, la banda comenzó un boicot contra la compañía que no sólo redujo la cantidad de conciertos organizados por dicha empresa, sino también los gestionados por muchas otras organizaciones similares bajo la negación del grupo, lo que hizo que no tuviese casi ningún concierto en los Estados Unidos durante tres años.

## Estética
El gusto ostentoso que era habitual en el rock de los 80 fue cambiado a favor de las camisas escocesas o franelas (muy usadas en la zona de Seattle), pantalones vaqueros o jeans, generalmente rotos o gastados y botas Dr. Martens o zapatillas Converse.[cita requerida] También cabelleras largas y descuidadas, usualmente, también, se pueden encontrar remeras de bandas (estereotipicamente se les suele relacionar con remeras del album In Utero, Nirvana) o de rayas horizontales, todo de colores muy sucios o apagados.

## Ideología
La ideología del grunge fue creada a partir del pensamiento de las figuras de los músicos del género. Ideales que destacaban dentro de la actitud y las letras de estos. El foco principal fue la figura de Kurt Cobain, destacando también Eddie Vedder (Pearl Jam) o Layne Staley (Alice in Chains).
La influencia de la heroína (a la que muchos músicos emergentes se confesaban adictos), del consumismo, del comercialismo y de la competitividad había provocado un pesimismo existencial en la Generación X, que se vio reflejado como una mentalidad de rechazo cuyo máximo exponente ejemplificante fue el suicidio de Kurt Cobain. Una rebeldía depresiva y apatía que hereda del no future del movimiento punk, junto con el pacifismo y el rechazo al materialismo del movimiento hippie.